# Alenia C-27J Spartan
Alenia C-27J Spartan là một loại máy bay vận tải quân sự, C-27J là biến thể hiện đại hơn của loại Alenia Aeronautica G.222 (Hoa Kỳ định danh là C-27A Spartan), với nét đặc trưng khá giống với Lockheed Martin C-130J Hercules nhưng nhỏ hơn và bay xa hơn.

## Biến thể

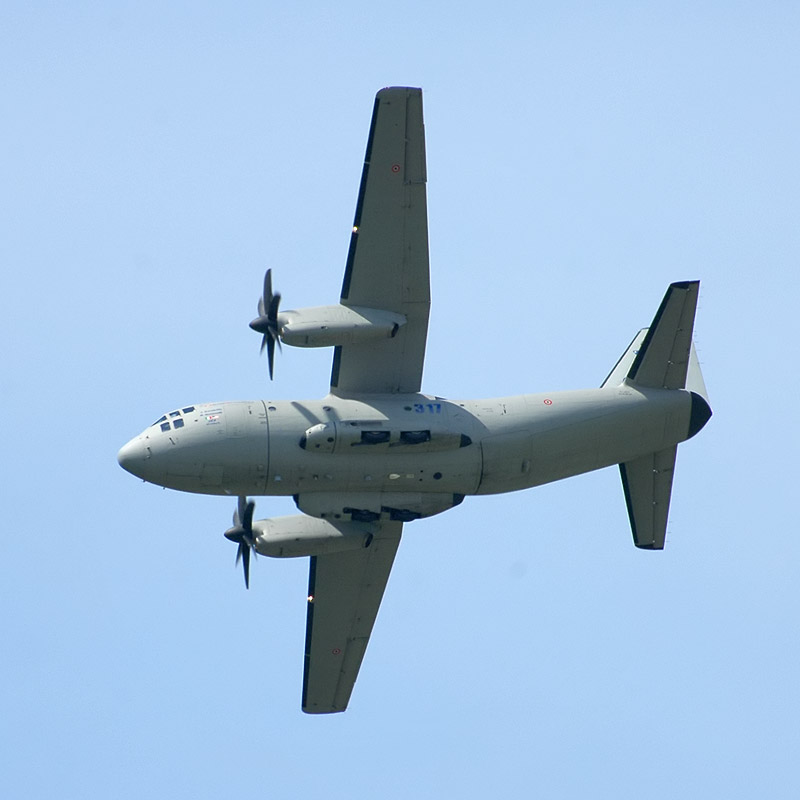
A C-27J

## Quốc gia sử dụng

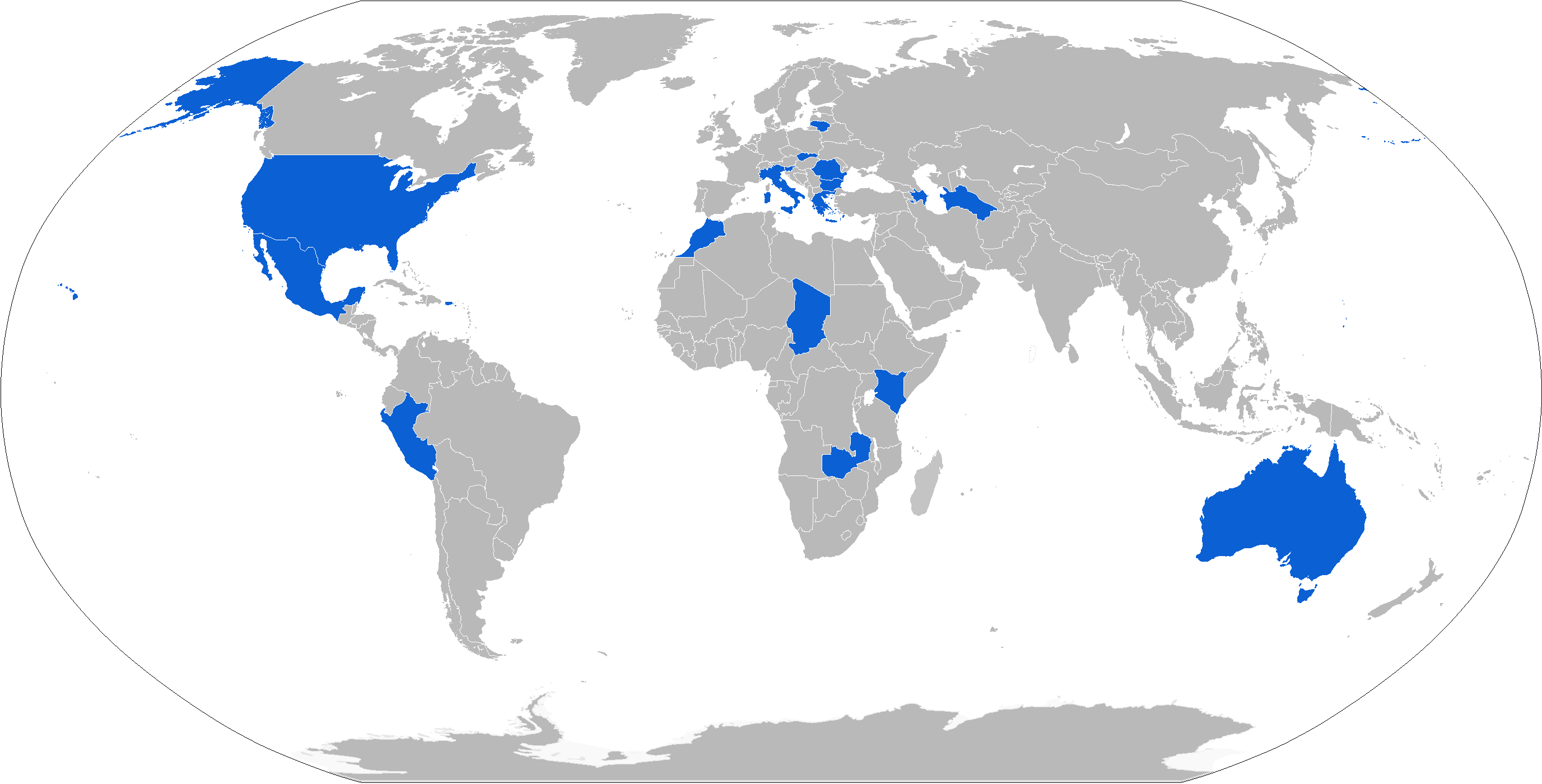
Bản đồ các nước sử dụng C-27J Spartan

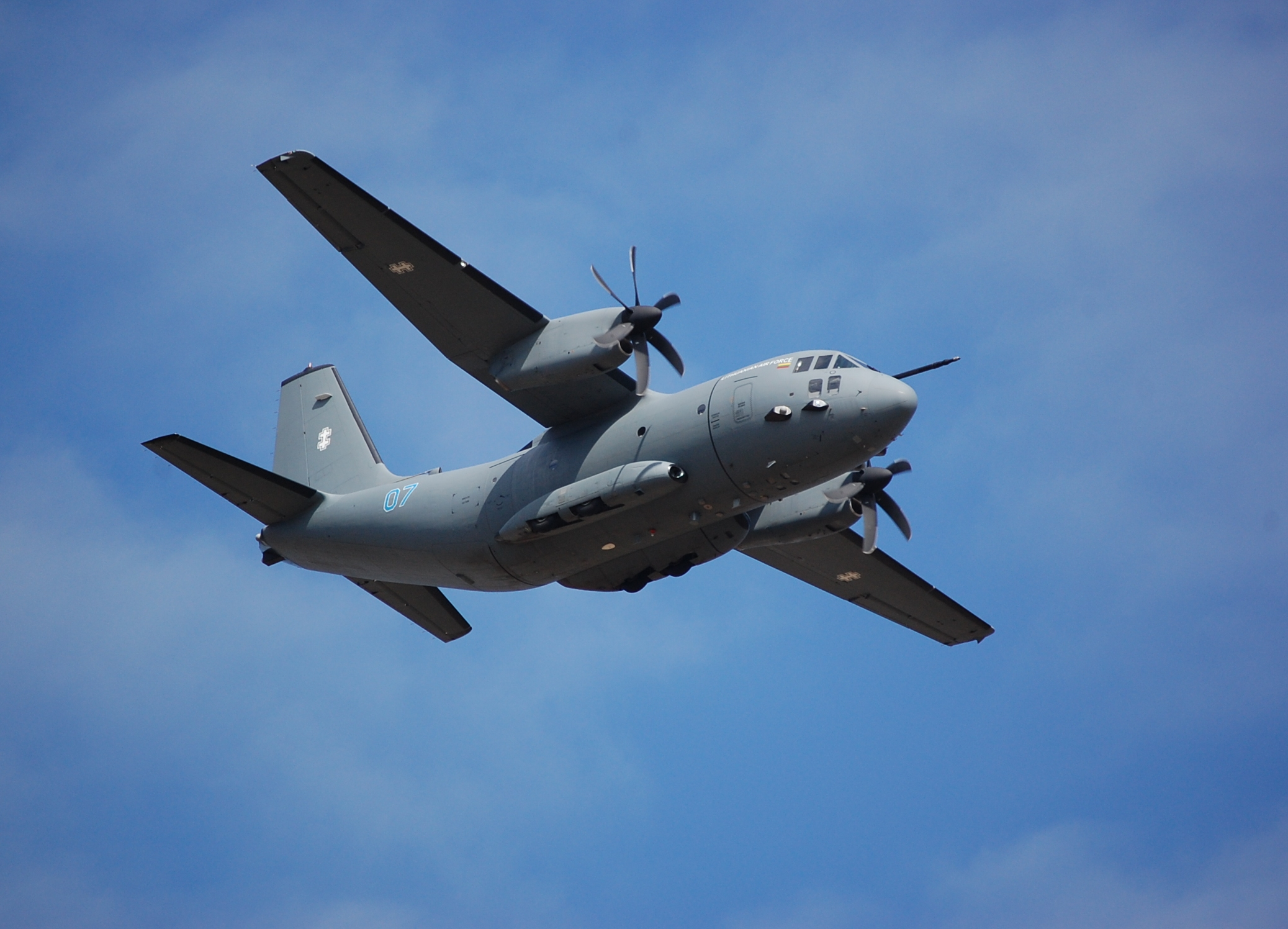
C-27J Spartan của không quân Litva

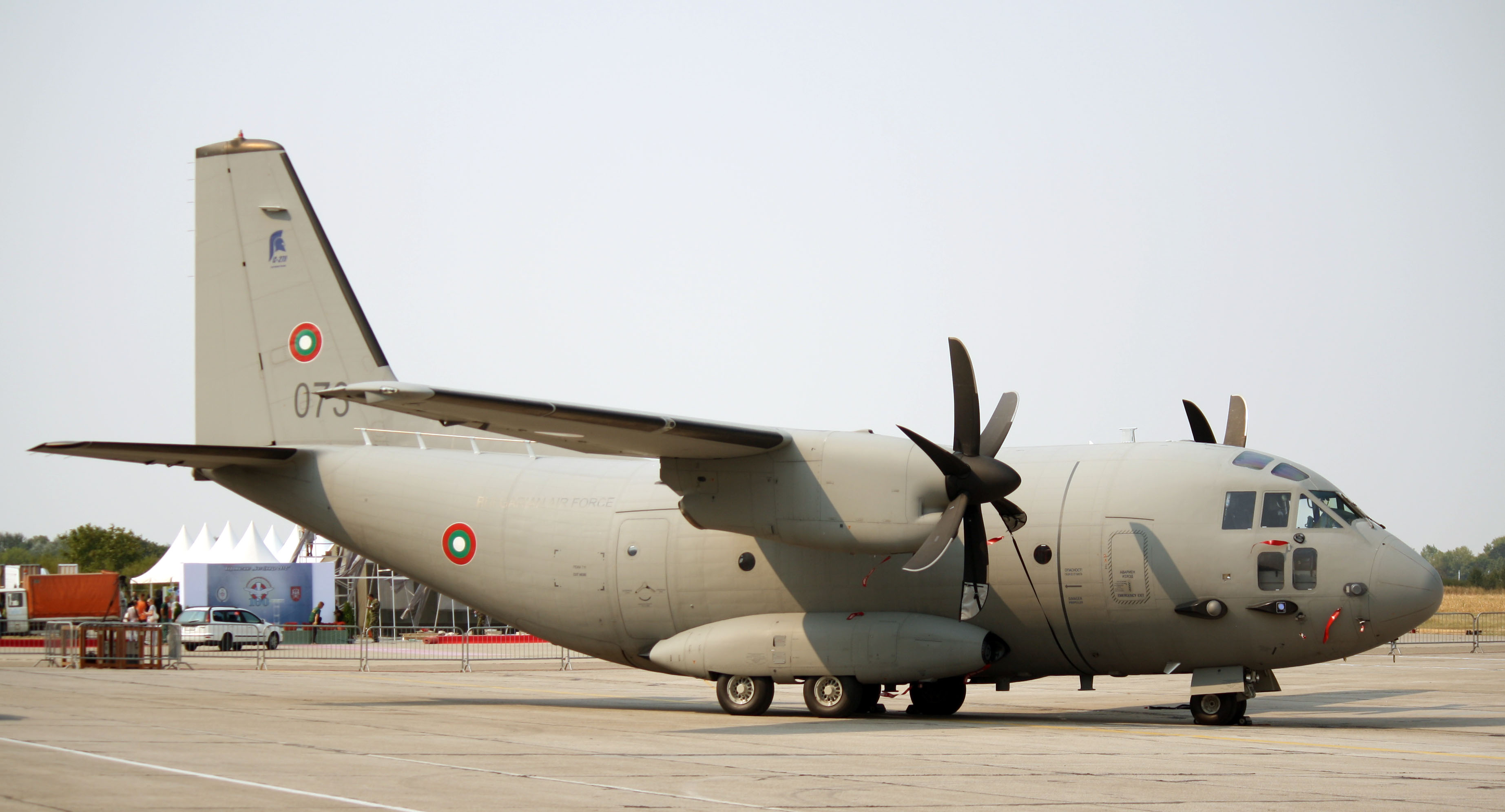
C-27J của Không quân Bulgary

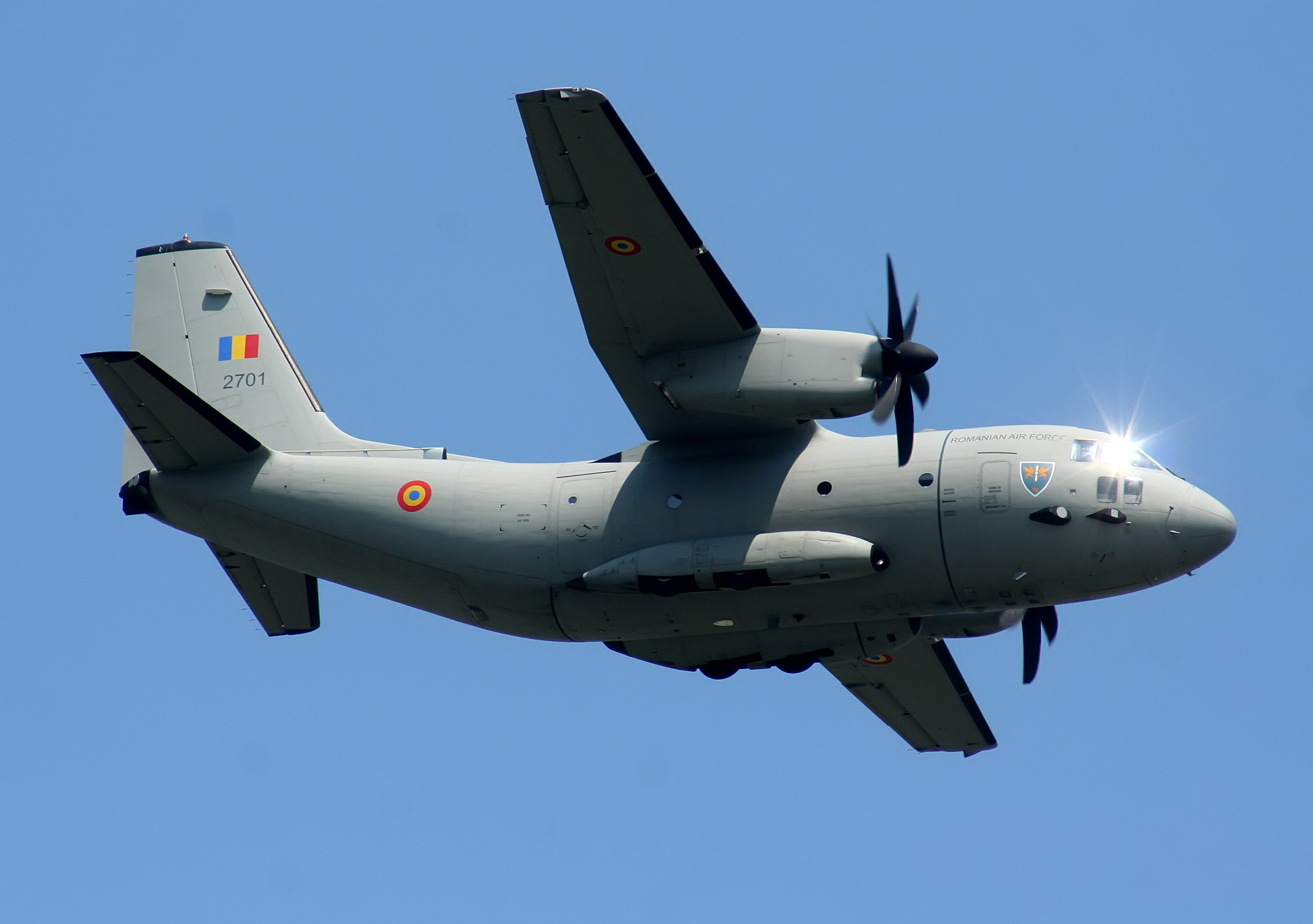
C-27J của Không quân Romania tại triển lãm hàng không Otopeni 2010.

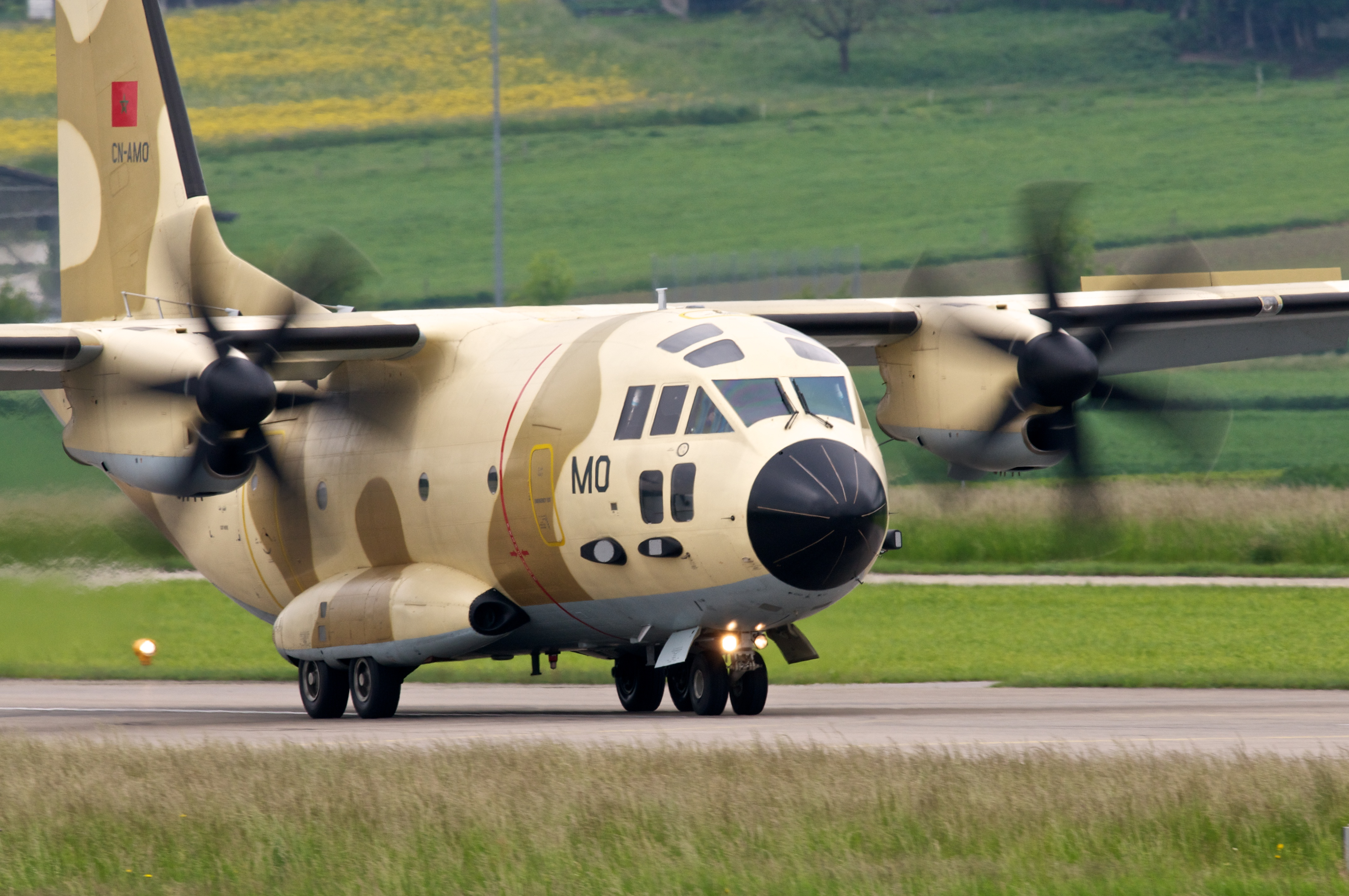
C-27J của Không quân Hoàng gia Maroc

Úc
- Không quân Hoàng gia Úc[2][3]

 Bulgaria
- Không quân Bulgaria[4]

 Hy Lạp
- Không quân Hy Lạp[4] with the 354th TTS "Pegasus" (112th Combat Wing - Air Force Support Command)

 Ý
- Không quân Ý[4] with 46th Air Brigade (Operational Forces Command)

 Litva
- Không quân Litva[4][5]

 Maroc
- Không quân Hoàng gia Maroc[4] with 3rd Air Force Base (3rd BAFRA)

 México
- Không quân Mexicol[4] It ordered four C-27Js in July 2011.[6]

 România
- Không quân Romania[7][8] The aircraft operate with the 902nd Transport and Reconnaissance Squadron of the 90th Airlift Flotilla.

 Hoa Kỳ
- Không quân Hoa Kỳ[4] The Air National Guard has received 13 C-27Js by February 2012.[9]

## Tính năng kỹ chiến thuật (C-27J)
Dữ liệu lấy từ Alenia Aeronautica, C-27J facts
Đặc tính tổng quan
- Kíp lái: 2
- Sức chứa: 60 lính hoặc 46 lính dù hoặc 36 cáng tải thương với 6 nhân viên y tế
- Tải trọng: 11.500 kg (25.353 lb)
- Chiều dài: 22,7 m (74 ft 6 in)
- Sải cánh: 28,7 m (94 ft 2 in)
- Chiều cao: 9,64 m (31 ft 8 in)
- Diện tích cánh: 82 m2 (880 foot vuông)
- Trọng lượng rỗng: 17.000 kg (37.479 lb)
- Trọng lượng cất cánh tối đa: 30.500 kg (67.241 lb)
- Động cơ: 2 × Rolls-Royce AE2100-D2A kiểu turboprop, 3.460 kW (4.640 hp) mỗi chiếc
- Cánh quạt: 6-lá Dowty Propeller 391/6-132-F/10, 4,15 m (13 ft 7 in) đường kính

Hiệu suất bay
- Vận tốc cực đại: 602 km/h (374 mph; 325 kn)
- Vận tốc hành trình: 583 km/h (362 mph; 315 kn)
- Vận tốc có thể điều khiển nhỏ nhất: 194 km/h; 121 mph (105 kn)
- Tầm bay: 1.852 km (1.151 mi; 1.000 nmi) với 10.000 kilôgam (22.000 lb) tải trọng
- Tầm bay với 6.000 kg tải trọng: 4.260 km (2.650 mi; 2.300 nmi)
- Tầm bay chuyển sân: 5.926 km (3.682 mi; 3.200 nmi)
- Trần bay: 9.144 m (30.000 ft)